# Palacio Ducal (Lucca)
El Palacio Ducal de Lucca se encuentra en la Plaza Napoleón. Anteriormente fue denominado Palacio de los ilustrísimos Señores (Palazzo degli Illustrissimi Signori) y Palacio Principal de la República de Lucca (Palazzo Principale della Serenissima Repubblica di Lucca). Actualmente se lo conoce también como Palacio de la Provincia (Palazzo della Provincia).
Fue sede del gobierno del estado luqués hasta la Unificación de Italia en 1861, cuando fue adquirido por la provincia de Lucca.

## Historia
Hasta el advenimiento del señorío de Castruccio Castracani, la sede del gobierno de la República se encontraba en Piazza San Michele. Castracani hizo construir la gran "Fortaleza de Augusta", donde ubicó su residencia, alojamiento para los soldados, depósitos de municiones, etc. Tradicionalmente se atribuye a Giotto el proyecto de Augusta. El enorme complejo, que cubría alrededor de una quinta parte de la ciudad, fue destruido por aclamación popular en 1370, después de que el emperador Carlos IV de Bohemia hubiera dado la libertad a la República.
El derribo de la Augusta tuvo que ver con las estructuras militares y no con el Palacio, de hecho el gobierno tomó como sede un edificio que estaba ubicado en el perímetro de la Augusta.
Con el nuevo señorío de Paolo Guinigi, se volvió a construir una fortaleza alrededor del Palacio, llamada Ciudadela de Lucca. En 1430, con la caída de Paolo Guinigi, la Ciudadela también fue desmantelada, pero también en este caso el gobierno republicano restaurado decidió seguir teniendo su sede en el palacio que perteneció a Castruccio. 
El Palazzo Pubblico, en los siglos XV y XVI, creció sin un diseño preciso con la adición progresiva de nuevos edificios al antiguo Palacio de Castracani y Guinigi. La estructura albergaba las salas del parlamento y del gobierno, los cuarteles de los soldados, la armería, el polvorín, las prisiones y todos los edificios de servicio.
En 1586 explotó el polvorín causando graves daños al conjunto. Este acontecimiento llevó a la República a solicitar la intervención del célebre arquitecto florentino Bartolomeo Ammannati, responsable del primer proyecto orgánico que sólo se realizó parcialmente. 
Importantes intervenciones posteriores tuvieron lugar en la primera mitad del siglo XVIII, a partir de un proyecto de Filippo Juvarra. 
Con la caída de la República y la posterior creación del Principado de Lucca y Piombino, el palacio se convirtió en la sede del monarca y su corte. A instancias de la princesa Elisa Baciocchi, el palacio se aisló en el lado este creando una gran plaza. 
Seguidamente, la duquesa María Luisa de Borbón, que hizo uso del arquitecto Lorenzo Nottolini, hizo cambios notables. Los últimos cambios los hizo el propio Nottolini en la época del duque Carlo Lodovico con la construcción de la Palazzina Nuova. 
El declive del edificio comenzó con la anexión al Gran Ducado de Toscana (que tuvo lugar en 1847).
Después de la unificación de Italia, el edificio también fue despojado de sus ornamentos convirtiéndose luego en la sede de la Prefectura, el Tribunal de Apelación, el Tribunal en lo Penal y la provincia de Lucca. Aparte de la pérdida del mobiliario, las únicas intervenciones significativas de los últimos 150 años consistieron, en la segunda mitad del siglo XIX, en la adecuación de dos salas de la nueva Palazzina para albergar las salas de audiencias de los tribunales.

## Interior

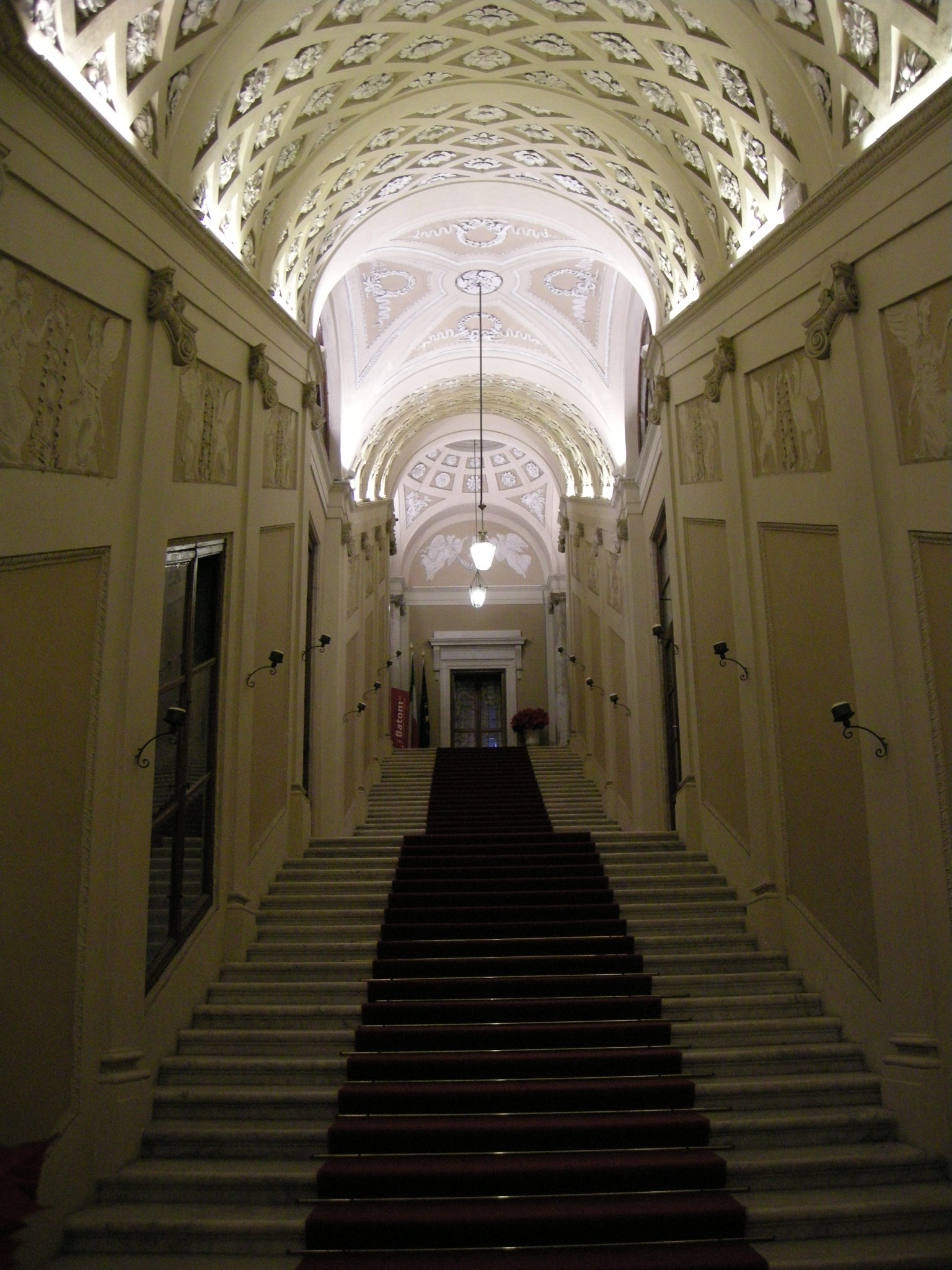
La escalera monumental

La puerta principal da acceso al patio central, inacabado, de grandiosas dimensiones y fruto del trabajo tanto de Ammannati como de Pini. Rodeado por un pórtico con un doble orden de pilares, está decorado en el centro por la estatua del abogado criminalista luqués Francesco Carrara, obra de Augusto Passaglia.
La escalera de Nottolini conduce a las salas de recepción, ahora ocupadas por la Provincia y la Prefectura. En lo alto de la escalera se encuentra la Galería de las estatuas, decorada con estuco y  estatuas de mármol a imitación de las clásicas, obra sobre todo de artistas de Carrara.
La Sala del Consejo General de la República alberga una pintura flamenca con la familia Buonvisi y el fresco de la Libertad de Lucca de Pietro Testa.

## Otros proyectos
- Wikimedia Commons contiene immagini o altri file su Palazzo Ducale

- Esta obra contiene una traducción  derivada de «Palazzo Ducale (Lucca)» de Wikipedia en italiano, publicada por sus editores bajo la Licencia de documentación libre de GNU y la Licencia Creative Commons Atribución-CompartirIgual 4.0 Internacional.

- Datos: Q3361303
- Multimedia: Palazzo Ducale (Lucca) / Q3361303